# Ахмад Захид Хамиди
Ахмад Захид Хамиди — малайзийский политик, в настоящее время занимающий пост министра внутренних дел Малайзии в коалиционном правительстве партии Национальный фронт премьер-министра Наджиб Тун Разака. Депутат парламента Малайзии от избирательного округа Баган Датох штата Перак. До того, как занять пост главы МВД, был министром обороны Малайзии. Является членом малайзийской партии Объединённая малайская национальная организация.
В начале своей политической карьеры был депутатом верхней палаты малайзийского парламента и председателем малайзийского национального банка сбережений, затем стал главой молодёжного крыла ОМНО.

## Семья
Ахмад Захид является старшим сыном в своей семье, имея 9 братьев и сестёр. В 2013 году Ахмад Захид в интервью индонезийским СМИ заявил, что он яванского происхождения: его дедушка и бабушка по отцовской линии родом из округа Кулон Прого, что в Джокьякарте, а его дед по материнской линии родом из Понорого, что в Восточной Яве, женился на девушке из малайзийских малайцев. 1 октября 2011 года его мать умерла от инсульта и сердечных осложнений в своём родном городе Сунгай Нипах Дарат (Sungai Nipah Darat), что в провинции Баган Датох. Перед этим она была госпитализирована в больницу в Куала-Лумпуре.
Его дочь, Нурул Хидаях Ахмад Захид (Nurul Hidayah Ahmad Zahid) является ведущей местной телепрограммы «Inspirasi Ramadhan» (Вдохновение Рамадан). Она также служила в Территориальной армии полка в качестве волонтёра.